# 乾和
乾和（943年十一月—958年八月）是南汉中宗劉晟的第二個年号，共计16年。

## 改元
- 應乾元年——十一月十三日，改元乾和元年。[2][3][4][5]
- 乾和十六年——八月三日，南漢中宗去世，後主劉鋹即位，改元大寶元年。[6][7][4][8][9]

## 紀年對照表
| 乾和 | 元年   | 二年   | 三年   | 四年   | 五年   | 六年   | 七年  | 八年  | 九年  | 十年  |
| ---- | ------ | ------ | ------ | ------ | ------ | ------ | ----- | ----- | ----- | ----- |
| 公元 | 943年  | 944年  | 945年  | 946年  | 947年  | 948年  | 949年 | 950年 | 951年 | 952年 |
| 干支 | 癸卯   | 甲辰   | 乙巳   | 丙午   | 丁未   | 戊申   | 己酉  | 庚戌  | 辛亥  | 壬子  |
| 乾和 | 十一年 | 十二年 | 十三年 | 十四年 | 十五年 | 十六年 |       |       |       |       |
| 公元 | 953年  | 954年  | 955年  | 956年  | 957年  | 958年  |       |       |       |       |
| 干支 | 癸丑   | 甲寅   | 乙卯   | 丙辰   | 丁巳   | 戊午   |       |       |       |       |

## 同期存在的其他政权年号
- 中國
  - 天福（936年－944年）：後晉—石敬瑭之年號
  - 開運（944年－946年）：後晉—石重貴之年號
  - 天福（947年）：後漢—劉知遠之年號
  - 乾祐（948年－956年）：後漢—劉知遠、劉承祐，北漢—劉旻、劉鈞之年號
  - 天會（957年－973年）：北漢—劉鈞、劉繼恩、劉繼元之年號
  - 廣順（951年－953年）：後周—郭威之年號
  - 顯德（954年－960年）：後周—郭威、柴榮、柴宗訓之年號
  - 保大（943年－957年）：南唐—李璟之年號
  - 中興（958年）：南唐—李璟之年號
  - 交泰（958年）：南唐—李璟之年號
  - 天德（943年－945年）：殷—王延政之年號
  - 廣政（938年－965年）：後蜀—孟昶之年號
  - 文德（938年－944年）：大理—段思平之年號
  - 文經（945年）：大理—段思英之年號
  - 至治（946年－951年）：大理—段思良之年號
  - 明德（952年）：大理—段思聰之年號
  - 廣德（953年－967年）：大理—段思聰之年號
  - 會同（938年－947年）：契丹—耶律德光之年號
  - 大同（947年）：遼—耶律德光之年號
  - 天祿（947年－951年）：遼—遼世宗耶律阮之年號
  - 應曆（951年－969年）：遼—遼穆宗耶律璟之年號
  - 同慶（912年至966年）：于闐—尉遲烏僧波之年號
- 日本
  - 天慶（938年－947年）：朱雀天皇、村上天皇之年号
  - 天曆（947年－957年）：村上天皇之年号
  - 天德（957年－961年）：村上天皇之年号

## 參看
- 中國年號索引

## 深入閱讀
- 李崇智. . 北京: 中華書局. 2004年12月. ISBN 7101025129.
- 鄧洪波. . 臺北: 國立臺灣大學東亞經典與文化研究計劃. 2005年3月  [2022-01-03]. ISBN 9789860005189. （原始内容 (pdf)存档于2007-08-25）. （页面存档备份，存于）

| 前一年號： 應 | 南汉年号 943年－958年 | 下一年號： 大寶 |